# Coeriana pretiosa
Coeriana pretiosa är en fjärilsart som beskrevs av William Schaus 1913. Coeriana pretiosa ingår i släktet Coeriana och familjen nattflyn. Inga underarter finns listade i Catalogue of Life.